# Fox (репер)
Бранко Кљаjић (Сремска Митровица, 3. август 1986), познатији под уметничким именом Fox (транскр.  Фокс), српски је музичар. Један је од најпознатијих треп музичара у Србији.

## Биографија
Бранко Кљаjић је рођен 3. августа 1986. године у Сремској Митровици, где је одрастао са мајком, оцем и сестром. У родном месту је завршио основну школу „Јован Јовановић Змај” и гимназију „Иво Лола Рибар”. Године 2000. је остао без оца Вељка. Као млађи се активно бавио кошарком и до краја средње школе тренирао у клубовима Митровчани и Срем. Потом се преселио у Нови Сад, где је уписао Филозофски факултет. Иако је био добар студент, студије никада није завршио.

## Каријера

### 2004—2013: музички почеци
Музиком је почео да се бави 2004. године, када је начинио своје прве реп кораке у митровачком насељу Деканац, и где је 2004. године снимио прву песму са Шеом (Shea), која носи назив Урбана сила. Потом је отишао у Нови Сад на студије. Од 2005. до 2008. био је члан групе Округ, заједно са реперима 3man, Shea, Huricane, BQ. Након тога се удружио са репером Раћимом, са којим је, између осталих, снимио песме Дигитални сканк, Тако је, Улица ти да, улица ти узме. Године 2009. је са Ђаретом и Шеом основао групу Некрштена тројка и наредних неколико година сарађивао са овим реперима. Из тог периода издвајају се песме Рокада, Paradiso и Need for speed Novi Sad. У том периоду снимио је и своју прву треп песму. Песма носи назив Пакитооо, а изводи је заједно са Шеом и Јаном.
Током 2011. године издао је ЕП са репером Caboo под називом 48 сати хасла. На ЕП-у се налази пет песама. Као гости појављују се Риста, Shea и Ралмо, а све песме снимљене су у студију Зиплок.

### 2013—2017: прелазак на треп и
Године 2013. је стекао већу популарност, захваљујући треп песми Цео дан и тада је постао члан групе Новосадска сетка. Крајем 2013. године избацио је прву песму са албума Trap Guru Trap Boss, која носи назив Сујету заборави и за њу је урађен и спот. Почетком 2014. избацио је другу песму са поменутог албума, која носи назив Индиго деца са Фурио Ђунтом. Маја исте године објавио је цео албум Trap Guru Trap Boss. Током 2014. је такође сарађивао са репером Vuya-ом из Републике Српске и заједно су објавили четири песме за које су снимљени и музички спотови. Крајем 2014. године, у сарадњи са битмејкером Уником, издао је и ЕП Пинк Пантер, који садржи шест песама.
Током 2015. године сарађивао је са великим бројем репера, међу којима су Римски, Корона, Сајфер, Вук Моб, Ђус, Тони Дер Аси, Ролекс. Из тих сарадњи настале су четири песме са Сајфером са ЕП-а Хладна ноћ. Фокс и Сајфер су ЕП објавили августа 2015. године, а на албуму су радили и -RimDa}- и Џала Брат.
Наредне, 2016. године објавио је микстејп под називом Турнеја, на коме се налази 14 песама. Од гостију се на албуму појављују Ролекс, Ђаре, Вјештица, Монста, Римски, Јовица Добрица, Татула, Да Вид, KC Blaze, NND, Vuya, Вуку, Capuchino, Јерков, Тоди Дер Аси и Милош Атанацковић. Током рада на овом микстејпу, Фокс је започео сарадњу са Цобијем, који је радио бит за песму Треп бог, коју Фокс изводи заједно са Ролексом.

### 2018—данас: мејнстрим популарност
Почетком 2018. године Фокс је потписао уговор са српском хип хоп издавачком кућом Bassivity. Током 2018. године постао је популаран широј јавности објављивањем неколико песама. Најпре је заједно са београдским репером Surreal-ом објавио песму Ја сам у гасу. Потом су уследили синглови Шурим бика и Fuccboi, да би крајем 2018. године објавио песму Инфлуенсер у којој се појављује српски новинар Теша Тешановић. Овим песмама најавио је нови албум — Trap Guru Trap Boss 2. Албум ће бити издат за продукцијску кућу Басивити, а на песмама заједно са целим Басивити тимом.
Мејнстрим популарности допринело је и преко 100 концерата широм Србије и региона, а круна 2018. године представља његов наступ на црногорском Seadance фестивалу током лета 2018. године, када је заједно са екипом из Басивитија наступао пред око 15 хиљада људи. Фокс има преко 100 демо песама на Јутјубу.
Крајем јуна 2019. године, објавио је сингл под називом Пар дана. Исте године, 6. јула, наступио је на Exit фестивалу, на Фјужн стејџу као део Bassivity Showcase-а са Сенидом, Саром Јо, Elon-ом, Kuku$-ом и Surreal-ом.

## Приватни живот
Фокс данас живи у Београду. Отац је ћерке Соње Кљаић. Има и своју линију одеће TGTB Wear која је постала бренд широм региона. Поред тога, креатор је и посебне врсте журки које носе назив Pump Up Show.

## Дискографија

### Албуми и ЕП-ови
- 48 сати хасла (ft. Caboo, 2011)

| №   | Назив                                         | Трајање |  |
| 1.  | Trap Guru Trap Boss (ft. Zhozi Zho)           |         |  |
| 2.  | Праве главе се препознају (ft. Shef Sale)     |         |  |
| 3.  | Ја бих да побегнем одавде                     |         |  |
| 4.  | Бог је математичар                            |         |  |
| 5.  | Паре кола кучке                               |         |  |
| 6.  | Ексер                                         |         |  |
| 7.  | Vini vidi vici (ft. Мими Мерцедез)            |         |  |
| 8.  | Супер сканк                                   |         |  |
| 9.  | Воштим ко црња (ft. Јовица Добрица, Татула)   |         |  |
| 10. | Луди Бране, луди Ђаре (ft. Ђаре)              |         |  |
| 11. | Она је та                                     |         |  |
| 12. | Предај се контроли (ft. Goldie)               |         |  |
| 13. | Don't stop                                    |         |  |
| 14. | Радимо 8 дана (ft. Bulch)                     |         |  |
| 15. | Чудотворац (ft. Стивен Драма, Чудни, Onetake) |         |  |
| 16. | Индиго деца (ft. Фурио Ђунта)                 |         |  |
| 17. | Сујету заборави                               |         |  |
| 18. | Цео дан (ft. KC Blaze)                        |         |  |

| №  | Назив                      | Трајање |  |
| 1. | Пинк Пантер                |         |  |
| 2. | Techno girl                |         |  |
| 3. | Моји људи вам се смеју     |         |  |
| 4. | Ја сам син од Вељка Кљаића |         |  |
| 5. | За праву браћу живот даћу  |         |  |
| 6. | Није крај                  |         |  |

| №  | Назив                         | Трајање |  |
| 1. | Хладна ноћ (ft. Сеџ)          |         |  |
| 2. | Ово је Балкан (ft. Џала Брат) |         |  |
| 3. | Гадан план (ft. Џала Брат)    |         |  |
| 4. | Мајке плачу за дјецу          |         |  |
| 5. | 7 дана                        |         |  |

| №  | Назив                           | Трајање |  |
| 1. | Fuccboi                         |         |  |
| 2. | Шурим бика                      |         |  |
| 3. | Инфлуенсер (ft. Теша Тешановић) |         |  |
| 4. | Lil Pump                        |         |  |
| 5. | Бели Срби                       |         |  |

### Микстејпови
| №   | Назив                                              | Трајање |  |
| 1.  | Trap bog (ft. Rolex)                               |         |  |
| 2.  | Турнеја (ft. Ђаре)                                 |         |  |
| 3.  | Мангуп (ft. Вјештица)                              |         |  |
| 4.  | Живим ко да сањам (ft. Монста)                     |         |  |
| 5.  | Мигили мигили (ft. Римски, Јовица Добрица)         |         |  |
| 6.  | Вечерас ломим (ft. Татула, Да Вид, KC Blaze)       |         |  |
| 7.  | Тврдо зидање (ft. ННД)                             |         |  |
| 8.  | Волим да те слушам (ft. Вјештица)                  |         |  |
| 9.  | Дигните чаше (ft. Vuya)                            |         |  |
| 10. | Don't wanna know (ft. Вуку, Capuchino)             |         |  |
| 11. | Insomnia (ft. Јерков)                              |         |  |
| 12. | Ударила ме слава (ft. Ђус)                         |         |  |
| 13. | Gillete rana (ft. Милош Атанацковић, Тони дер Аси) |         |  |
| 14. | Град бола (ft. Милош Атанацковић)                  |         |  |

### Синглови
- Урбана сила (ft. Shea, 2005)
- Дигитални сканк (ft. 3man, Раћим)
- Тако је (ft. Раћим)
- Улица ти да, улица ти узме (ft. Раћим, Ђаре)
- Рокада (ft. Ђаре)
- (ft. Ђаре)
- Пакитооо (Шеа, Јана)
- Трговачке приче (2012)
- Цео дан (2013)
- Сујету заборави (2013)
- (ft. Ђаре, 2014)
- Вечна слава (ft. Vuya, 2014)
- Браћа по крви (ft. Vuya, Ђаре, 2014)
- Сачувај нас Боже (ft. Lemi G, 2015)
- Гузоред (ft. Goldie, 2015)
- Марка на динар (ft. Клијент, 2015)
- Damn (2015)
- Марадона (ft. Goca RIP, 2016)
- Смејем се (ft. Тони дер Аси, Vuya, 2016)
- Ронин (ft. Дестро, Џала Брат, Ђаре, 2016)
- Љубав у доба еболе (ft. Фурио Ђунта, 2017)
- Индиго деца (ft. Фурио Ђунта, 2014)
- Ја сам у гасу (ft. Surreal, 2018)
- Шурим бика (2018)
- Lil Pump (2018)
- Fuccboi (2018)
- Инфлуенсер (ft. Теша Тешановић, 2018)
- Оће курац (ft. Kuku$ Klan, 2019)[17]
- Није лако бити ја (ft. Николија, 2019)
- Бандити (ft. McN, 2019)
- Пар дана (2019)
- Овчар Каблар (ft. Афер, 2019)
- Ало ало (ft. McN, Jugo Uno, Jean, 2019)
- Сорош (2019)
- Никарагва (ft. Верена, 2020)
- Вредне зоре (ft. Вуку, 2020)
- Мараш (ft. McN, 2020)
- Црне очи (ft. Јостра, Young Zlatkovich, 2020)
- Flex (. Surreal, 2020)
- Di Caprio (ft. Таско, 2020)